# Космос-125
Космос-125 је један од преко 2400 совјетских вјештачких сателита лансираних у оквиру програма Космос.
Космос-125 је лансиран са космодрома Тјуратам, Бајконур, СССР, 20. јула 1966. Ракета-носач Сојуз је поставила сателит у орбиту око планете Земље. 